# Ooooooohhh... On the TLC Tip
Ooooooohhh... On the TLC Tip - debiutancki krążek grupy TLC. Został wydany przez wytwórnię LaFace Records 25 lutego 1992.
Łącznie na całym świecie sprzedał się w nakładzie 10 mln kopii. Album zawiera 15 piosenek utrzymanych w klimatach pop, hip hop, R&B oraz funk.

## Lista utworów
| #   | Tytuł                         | Autorzy                                                                    | Sample | Czas trwania |
| --- | ----------------------------- | -------------------------------------------------------------------------- | --- | ------------ |
| 1.  | Intro                         |                                                                            | | 0:30         |
| 2.  | Ain't 2 Proud 2 Beg           | Dallas Austin, Lisa „Left Eye” Lopes                                       | - „Different Strokes” by Syl Johnson - „Escape-ism” by James Brown - „Fly, Robin, Fly” by Silver Convention - „Jungle Boogie” by Kool & the Gang - „School Boy Crush” by Average White Band - „Sing a Simple Song” by Sly and the Family Stone - „Take Me to the Mardi Gras” by Bob James | 5:36         |
| 3.  | Shock Dat Monkey              | Babyface, Lisa „Left Eye” Lopes, Reid, Simmons                             | - „Funky Drummer” by James Brown - „Funky President (People It's Bad)” by James Brown - „Get Me Back on Time, Engine Number 9, Pt. 1” by Wilson Pickett | 5:08         |
| 4.  | Intermission I                |                                                                            | | 0:19         |
| 5.  | Hat 2 Da Back                 | Dallas Austin, Lisa „Left Eye” Lopes                                       | - „Big Ole Butt” by LL Cool J - „Sing a Simple Song” by Sly and the Family Stone - „What Makes You Happy” by KC and the Sunshine Band | 4:16         |
| 6.  | Das Da Way We Like 'Em        | Dallas Austin, Lisa „Left Eye” Lopes, Marley Marl, Rozonda „Chilli” Thomas | - „Big Ole Butt” by LL Cool J - „Sing a Simple Song” by Sly and the Family Stone - „What Makes You Happy” by KC and the Sunshine Band | 4:16         |
| 7.  | What about your friends       | Dallas Austin, Lisa „Left Eye” Lopes                                       | - „Blues and Pants” by James Brown - „Sing a Simple Song” by Sly and the Family Stone | 4:53         |
| 8.  | His Story                     | Dallas Austin, Lisa „Left Eye” Lopes                                       | | 4:23         |
| 9.  | Intermission II               |                                                                            | | 0:59         |
| 10. | Bad By Myself                 | Dupri, Farris, Lisa „Left Eye” Lopes, Shelton                              | - „Last Night Changed It All” by Esther Williams - „Peace Is Not the Word to Play” by Main Source - „Peter Piper” by Run-D.M.C. - „Welcome to the Terrordome” by Public Enemy | 3:55         |
| 11. | Somethin' You Wanna Know      | Babyface, Kayo, Reid, Simmons, Lisa „Left Eye” Lopes                       | | 5:43         |
| 12. | Baby-Baby-Baby                | Babyface, Reid, Simmons                                                    | | 5:15         |
| 13. | This Is How It Should Be Done | Marley Marl, Lisa „Left Eye” Lopes                                         | - „I Know You Got Soul” by Eric B. & Rakim - „We're a Winner” by The Impressions | 4:27         |
| 14. | Depend On Myself              | Dallas Austin                                                              | - „Humpin'” by The Bar-Kays - „Son of Shaft” by The Bar-Kays | 4:14         |
| 15. | Conclusion                    |                                                                            | | 0:48         |

Single
| Rok  | Singiel                   | U.S. Billboard Hot 100 | U.S. Hot Dance Music/Maxi-Singles Sales | U.S. Hot R&B/Hip-Hop Singles & Tracks | U.S. Rhythmic Top 40 | U.S. Top 40 Mainstream |
| ---- | ------------------------- | ---------------------- | --------------------------------------- | ------------------------------------- | -------------------- | ---------------------- |
| 1992 | „Ain't 2 Proud 2 Beg”     | 6                      | 1                                       | 2                                     | -                    | -                      |
| 1992 | „Baby-Baby-Baby”          | 2                      | 19                                      | 1                                     | 2                    | 9                      |
| 1992 | „What About Your Friends” | 7                      | 5                                       | 2                                     | 1                    | 18                     |
| 1993 | „Hat 2 Da Back”           | 30                     | 26                                      | 14                                    | 14                   | -                      |

## Produkcja[2]
- Aranżacja – Dallas Austin, Jermaine Dupri, Dionne Farris, Marley Marl, DeRock Simmons
- Koordynacja Artystyczna – Davett Singletary
- Reżyser Artystyczny – Calvin Lowery
- Bass – Kayo
- Koncept – TLC
- Koordynacja – Constance Armstrong, Yvette Whitaker
- Projektant – Calvin Lowery
- Perkusja – Kayo, L.A. Reid
- Główni Producenci – Babyface, L.A. Reid
- Keyboard – Babyface, Darren Lighty, Daryl Simmons
- Makijaż – John Grier-Kellman
- Mastering – Herb Powers
- Miksowanie – Dallas Austin, Jermaine Dupri, Marley Marl, Alvin Speights, Matt Still, Bill Tan, Dave Way, Jim „Z” Zumpano
- Fotograf – Michael Lavine
- Produkcja – Dallas Austin, De Funky Bunch, Jermaine Dupri, Marley Marl
- Sample – Rick Sheppard, X-Man
- Skrecze – X-Man
- Pozostałe wokale – Mary Brown, Kayo, Debra Killings, Marsha McClurkin

## Listy tygodniowe
| Listy (1992)       | Najwyższa pozycja |
| ------------------ | ----------------- |
| Billboard 200      | 14                |
| Heatseekers Albums | 2                 |
| U.S. R&B Albums    | 3                 |